# Call of the Wild (Album)
Call of the Wild ist das achte Studioalbum der deutschen Power-Metal-Band Powerwolf. Es wurde am 16. Juli 2021 bei Napalm Records veröffentlicht.

## Hintergrund
Das Album wurde von Januar bis März 2021 mit Jens Bogren in den Niederlanden aufgenommen. Für die Mediabook-, Earbook- und die digitale Ausgabe, sowie die Vinyl-Box wurde eine Bonus-CD namens Missa Cantorem beigelegt, die frühere Titel der Band enthält, die mit Gastsängern aufgenommen wurden.

## Titelliste
| No.          | Titel                          | Länge |
| ------------ | ------------------------------ | ----- |
| 1.           | Faster Than the Flame          | 4:08  |
| 2.           | Beast of Gévaudan              | 3:31  |
| 3.           | Dancing with the Dead          | 4:01  |
| 4.           | Varcolac                       | 3:52  |
| 5.           | Alive or Undead                | 4:23  |
| 6.           | Blood for Blood (Faoladh)      | 3:11  |
| 7.           | Glaubenskraft (Power of Faith) | 3:56  |
| 8.           | Call of the Wild               | 3:39  |
| 9.           | Sermon of Swords               | 3:18  |
| 10.          | Undress to Confess             | 3:31  |
| 11.          | Reverent of Rats               | 2:54  |
| Gesamtlänge: | Gesamtlänge:                   | 40:28 |

| No.          | Titel                                                                    | Länge |
| ------------ | ------------------------------------------------------------------------ | ----- |
| 1.           | Sanctified with Dynamite (feat. Ralf Scheepers von Primal Fear)          | 4:29  |
| 2.           | Demons Are a Girl’s Best Friend (feat. Alissa White-Gluz von Arch Enemy) | 3:42  |
| 3.           | Nightside of Siberia (feat. Johan Hegg von Amon Amarth)                  | 3:57  |
| 4.           | Where the Wild Wolves Have Gone (feat. Doro Pesch)                       | 4:16  |
| 5.           | Fist by Fist (Sacralize or Strike) (feat. Matt Heafy von Trivium)        | 3:34  |
| 6.           | Killers with the Cross (feat. Björn Strid von Soilwork)                  | 4:14  |
| 7.           | Kiss of the Cobra King (feat. Chris Harms von Lord of the Lost)          | 3:52  |
| 8.           | We Drink Your Blood (feat. Johannes Eckerström von Avatar)               | 3:53  |
| 9.           | Resurrection by Erection (feat. Christopher Bowes von Alestorm)          | 4:07  |
| 10.          | Saturday Satan (feat. Jari Mäenpää von Wintersun)                        | 5:22  |
| Gesamtlänge: | Gesamtlänge:                                                             | 41:26 |

## Rezeption

### Rezensionen
Paul Travers von Kerrang erklärte: „Die symphonischen Elemente, die bei The Sacrament of Sin wirklich vorangetrieben wurden, machen dort weiter, wo sie aufgehört haben, und tragen nur dazu bei, die Band noch bombastischer zu machen.“
Holly Wright von Louder erklärte, dass „Call of the Wild auf Powerwolfs wachsende Bestrebungen nach Vorherrschaft hinweist“ und fügte hinzu: „Die Produktion ist glänzender und es mangelt eindeutig an Witzen, obwohl ihr ketzerisches Toben bei Undress to Confess das Funkeln in ihren Augen bewahrt.“

### Chartplatzierungen
| ChartsChartplatzierungen | Höchstplatzierung | Wochen |
| ------------------------ | ----------------- | ------ |
| Deutschland (GfK)        | 2 (17 Wo.)        | 17     |
| Österreich (Ö3)          | 5 (3 Wo.)         | 3      |
| Schweiz (IFPI)           | 5 (6 Wo.)         | 6      |

| ChartsJahrescharts (2021) | Platzierung |
| ------------------------- | ----------- |
| Deutschland (GfK)         | 43          |

### Auszeichnungen für Musikverkäufe
| Land/Region       | Auszeichnungen für Musikverkäufe (Land/Region, Auszeichnung, Verkäufe) | Verkäufe |
| ----------------- | ---------------------------------------------------------------------- | -------- |
| Tschechien (IFPI) | Gold                                                                   | 2.500    |
| Insgesamt         | 1× Gold ·                                                              | 2.500    |